# 延安派
延安派（えんあんは）は、第二次世界大戦後の朝鮮半島北部（後の朝鮮民主主義人民共和国）にあった共産主義者の政治的派閥のひとつ。
1940年代前半、中華民国・延安を根拠地とする中国共産党の指導下にあった朝鮮独立同盟や朝鮮義勇軍を母体としているグループを指す。1950年代半ばの北朝鮮内部の政権抗争において、1930年代に中国東北部で同じく中国共産党の指導下だった東北抗日聯軍を母体とする金日成の満州派に敗れて粛清された。
本項では、その前史として中国における中国共産党指導下の朝鮮人社会主義運動についても言及する。

## 前史

### 中国における朝鮮人の社会主義運動
満洲（中国東北地方）には19世紀末より朝鮮人が居住するようになり（朝鮮族参照）、朝鮮が日本による支配下にあった時代には抗日運動の舞台となった。この中から、社会主義による革命と独立を目指す運動も現れた。また、中国本土においても、朝鮮人留学生が社会主義思想を受容して運動に参加したり、朝鮮や満州での活動が困難になった活動家が移り、活動の舞台とした。在満の朝鮮人革命家の多くは朝鮮共産党に、在中国本土の朝鮮人革命家の多くは中国共産党に参加した。
留学生として中国にわたった武亭は1920年代半ばに中国共産党に加入しており、長征にも加わった。張志楽は広州起義（1927年）に参加している。
なお、満洲における朝鮮人社会主義者の活動は1930年代に中国共産党指導下におかれ、軍事組織として東北抗日聯軍が形成される。のちにここからソ連領に脱出した金日成らのグループが満州派を形成することになる。

### 延安の朝鮮人革命家たち
1936年、長征のすえに中国共産党が延安に本拠地を移す。1930年代後半から40年代にかけて、延安には多くの朝鮮人社会主義者が集まり、左派抗日民族運動の拠点となった。
延安に入ったニム・ウェールズは、「キム・サン」こと張志楽の半生と人柄を『アリランの歌』に描き、欧米圏に朝鮮人の革命運動を紹介した。ただし、張志楽本人はその後康生による粛清に巻き込まれ、1938年に日本のスパイの嫌疑をかけられて処刑されている。
1940年代に入ると、中国において独自に社会主義系の活動を行っていた金枓奉・崔昌益らが延安に入り、中国共産党の勢力に合流。1942年7月、延安において朝鮮独立同盟（委員長：金枓奉）が結成され、朝鮮人活動家たちが組織された。太行山根拠地では崔昌益が率いてきた朝鮮義勇隊（もともとは中国国民党が支援する左派系軍事組織）を基盤に朝鮮独立同盟の軍事組織として朝鮮義勇軍（司令官：武亭）が結成され、中国共産党と八路軍の支援を受けて日本軍に対する宣伝活動などに従事した。また、延安に朝鮮革命軍政学校を設立し、幹部の養成にあたっている。
中国戦線に動員された日本軍の朝鮮人兵士の中には、脱走して朝鮮義勇軍に加わる者もあった。1945年には作家金史良が中国共産党支配地域に脱出している。
中国共産党で整風運動が展開され、朝鮮独立同盟と朝鮮義勇軍もそれぞれ朴一禹と武亭の主導で行われた。この過程で朴一禹と中国共産党の関係は親密になり、中国共産党第7次全国代表大会で朝鮮代表として祝辞をするなど朴一禹の地位は高くなった。朴一禹の影響力が強くなることで、朴一禹と武亭の関係は悪化した。また武亭は、理論重視と実践忽視、個人履歴などを問題にして崔昌益を批判し、これに反発して崔昌益も武亭を批判した。このような相互批判は、相互発展に寄与せず派閥間の対立を深めた。

## 戦後北朝鮮における「延安派」
1945年8月の日本の敗戦と朝鮮の解放によって、延安で活動していた朝鮮人社会主義者は順次帰国。その多くはソ連占領下の朝鮮北部における社会主義体制建設に参加していった。当時の北朝鮮はさまざまな経歴を持つ革命家の寄り合い所帯であり、延安派は金日成らの満州派（パルチザン派）、朝鮮内部で独立運動を行ってきた南労党派や甲山派、ソ連出身者を中心としたソ連派などの諸派閥と競合関係にあった。
1946年2月、金枓奉ら延安派を中心とするグループは北部朝鮮で朝鮮新民党を、南部朝鮮で南朝鮮新民党を結成。北の朝鮮新民党は、同7月、金日成の朝鮮共産党北朝鮮分局に吸収されて北朝鮮労働党となり、金枓奉が同党委員長に就任した。1949年6月、朝鮮労働党が結成され、同9月に朝鮮民主主義人民共和国が建国された。
中国で実戦経験を積んだ延安派の幹部や兵士たちは1948年に発足した朝鮮人民軍の中で重要な位置を占めた。1950年の朝鮮戦争において、武亭や方虎山は部隊の指揮に当たり、金雄や朴一禹らは中国との連絡と調整にあたった。
朝鮮戦争開戦時点において、朝鮮人民軍主力部隊の7個歩兵師団、21個歩兵連隊で幹部の地位を占めていた朝鮮義勇軍出身者を列挙すると次のようになる。
- 師団長 - 李権武（第4師団）、金昌徳（第5師団）、方虎山（第6師団）、全宇（第12師団）
- 参謀長 - 玄波（第2師団）、張平山（第3師団）、趙寛（第5師団）、盧喆龍（第6師団）
- 連隊長 - 崔京洙（第4連隊）、朴正徳（第10連隊）、金鳳文（第11連隊）、王輝（第12連隊）、韓日海（第13連隊）、黄石（第14連隊）、李芳南（第15連隊）、張教徳（第18連隊）、崔学勲（第30連隊）、李原成（第31連隊）

1956年、ソ連でスターリン批判が起こると、北朝鮮においても金日成批判が起った。延安派はソ連派とともにその中心となったが、金日成に敗れ粛清され（8月宗派事件）グループとして消滅した。

## 主要なメンバー
中国共産党への加入もしくは共産党勢力との合流時期と、1940年代における代表的な役職 / 戦後北朝鮮（1950年代）における代表的な役職 / 8月宗派事件（1956年）前後の状況を併記した。
| 氏名   | 中国での活動経歴                                                         | 北朝鮮での経歴                                      | 8月宗派事件前後の動向                        | 備考             |
| 金枓奉 | 1942年合流、朝鮮独立同盟主席                                             | 最高人民会議常任委員会委員長                        | 1958年粛清                                   |                  |
| 崔昌益 | 1941年合流、朝鮮独立同盟副主席                                           | 副首相兼財政相                                      | 1956年党除名、57年獄死または処刑             |                  |
| 韓斌   | 朝鮮独立同盟副主席                                                       | 金日成大学総長                                      | ソ連に帰国                                   |                  |
| 方禹鏞 | 193年代中共経営の平和病院主任、延安地区独立同盟責任者                    |                                                     |                                              |                  |
| 高峯起 | 朝鮮民族革命党から共産党に転換、朝鮮義勇軍隊員                           | 平壌市党副委員長                                    |                                              |                  |
| 許貞淑 | 朝鮮独立同盟で活動                                                       | 文化宣伝相                                          | 失脚を免れ、党中央委書記まで昇進、1991年死去 | 崔昌益の妻       |
| 金昌満 | 朝鮮義勇隊宣伝隊長、朝鮮独立同盟幹部                                     | 党宣伝扇動部長、教育相                              | 失脚を免れ、副首相まで昇進、1966年粛清       |                  |
| 楊界   | 朝鮮独立同盟幹部                                                         | 道党委員長                                          | 中国に亡命                                   |                  |
| 武亭   | 1925年入党、八路軍砲兵団長、朝鮮義勇軍総司令                             | 民族保衛省副相、第2軍団長                           | 党中央第3次全員会議で罷職、1952年病死        |                  |
| 金雄   | 新四軍第3師幹部、朝鮮義勇軍華中支隊長、第1支隊長                         | 第1軍団長、前線司令官、民族保衛副相                 |                                              |                  |
| 朴一禹 | 1928年入党、朝鮮義勇軍副司令                                             | 内務相                                              | 1955年失脚                                   |                  |
| 徐輝   | 朝鮮義勇軍隊員、朝鮮独立同盟延安分盟員                                   | 朝鮮職業総同盟委員長                                | 中国に亡命                                   |                  |
| 朴孝三 | 国民党軍将校、1941年朝鮮義勇隊員として共産党区域に移動、朝鮮義勇軍副司令 | 第1、2次党中央委員、朝鮮人民軍第9師団長、副総参謀長 | 1959年頃政治的失踪                           |                  |
| 李益星 | 朝鮮義勇隊区隊長、朝鮮義勇軍第5支隊長                                    | 旅団長、師団長、総参謀部隊列補充局長                | 1958年頃政治的失踪                           |                  |
| 李相朝 | 朝鮮義勇隊隊員、1940年入党、朝鮮義勇軍第3支隊長                          | 朝鮮人民軍副総参謀長、駐ソ連大使                    | ソ連、のちに韓国に亡命                       |                  |
| 尹公欽 | 義烈団員、朝鮮義勇隊員                                                   | 商業相                                              | 中国に亡命                                   |                  |
| 金剛   | 朝鮮義勇隊員                                                             | 文科宣伝相副相                                      | 中国に亡命                                   |                  |
| 張平山 | 朝鮮義勇隊、朝鮮義勇軍隊員                                               | 第3師団参謀長、第1軍団参謀長、第4軍団長             | 1957年頃政治的失踪                           |                  |
| 趙烈光 | 朝鮮義勇隊分隊長、朝鮮義勇軍第5支隊副参謀長                              | 第15師団長、軍団砲兵司令官                          | 不明                                         |                  |
| 朱然   | 朝鮮義勇軍華北支隊留守隊長                                               | 第15師団長                                          | 1958年頃失踪                                 |                  |
| 金演   | 八路軍で活動、朝鮮義勇軍第3支隊参謀長                                    | 第766部隊参謀長、第15師団参謀長                     | 永川の戦いで戦死                             |                  |
| 方虎山 | 満州事変後、共産党抗日遊撃隊に参加、ソ連留学、八路軍指揮官               | 第6師団長、第5軍団長                                | 消息不明（中国亡命？）                       |                  |
| 李権武 | 満州事変後、東満で抗日活動に参加、ソ連留学、八路軍部隊参謀               | 第4師団長、第1軍団長、第2集団軍司令官、総参謀長     | 消息不明                                     |                  |
| 全宇   | 満州事変後、満州で抗日活動に参加、ソ連留学、八路軍部隊参謀               | 第12師団長、第5軍団長、副総参謀長兼偵察局長         | 1959年行方不明                               |                  |
| 朴勲一 | 東満で抗日活動に参加、ソ連留学、朝鮮義勇軍第7支隊長                      | 内務省警備局長、内務省副相                          | 1958年頃失踪                                 |                  |
| 崔阿立 | 1940年朝鮮独立同盟加入、朝鮮義勇軍第1支隊員                              | 第12師団砲兵副師団長、師団長、空軍参謀長            | ソ連留学後の消息不明                         |                  |
| 鄭律成 | 1939年入党                                                               | 朝鮮人民軍倶楽部部長、朝鮮人民軍協奏団団長          | のちに中国に移住                             |                  |
| 桂仲秀 | 朝鮮義勇軍隊員                                                           | 文化副連隊長、文化副師団長、旅団長                  | 1954年中国に移住                             | 文化大革命で自殺 |

### 延安派に近い行動をとった人物
- 金元鳳 - 朝鮮義勇隊隊長、臨政光復軍司令官 / 最高人民会議常任委員会副委員長 / 1958年失脚。

## 自由北朝鮮臨時政府
自由北朝鮮臨時政府、別名、朝鮮民主統一救国戦線。国外（主にロシア、中国、韓国、日本）に無事政治亡命を果たした旧延安派出身者・旧ソ連派出身者の元北朝鮮政府要職者や、帰国を拒み留学先（主にヨーロッパ）で政治亡命した留学生達により結成された政治組織。常任議長はかつて北朝鮮政府文化宣伝省ヨーロッパ部長で旧南労党派であった朴甲東。旧延安派でソ連大使だった李相朝も常任委員である。